# Lóbulo paracentral
El lóbulo paracentral es una circunvolución del cerebro. Se continúa con  el giro precentral y el giro postcentral en la superficie lateral.